# Museum Zurholt
Das nach seinem Gründer benannte Museum Zurholt, auch als Mineral- und Fossilienmuseum Zurholt, Geo-Museum Zurholt oder Fossilien- und Steinemuseum Zurholt bezeichnet, ist ein seit 2010 bestehendes geologisches Museum im münsterländischen Altenberge, Kreis Steinfurt, Nordrhein-Westfalen. 

## Entstehung und Nutzung
Es ist aus einer Privatsammlung entstanden und nach Absprache für die Öffentlichkeit zugänglich. Es wird von der Universität Münster für wissenschaftliche Zwecke genutzt. Im Jahr 2011 sind die Exponate von ihrem Eigentümer der Gemeinde Altenberge gestiftet worden. Gezeigt werden Minerale, Gesteine und Fossilien.

## Ausstellung und Konzept
Die Ausstellungsstücke dokumentieren den geologischen Aufbau des Altenberger Höhenrückens und stammen nahezu vollständig aus diesem Sammelgebiet. Eine Ausnahme sind beispielsweise florale Fossilien aus dem Kohleschiefer der Zeche Ibbenbüren, allerdings sind dort die gleichen Schichten, auf die man auch in Altenberge ab ca. 2000 m Teufe stieße, aufgeschlossen. Des Weiteren befasst sich das Museumskonzept mit den Auswirkungen der Eiszeit und deren Geschiebemassen auf die Geologie der Region inklusive diverser Findlinge aus „ortsfremdem“ Gestein vulkanischen Ursprungs. Dazu sind im Museum etliche Dünnschliffbilder von Geschiebegesteinen vorhanden. Die Fossilien stammen aus dem kreidezeitlichen Gestein des Altenberger Höhenrückens. Es sind Belemniten, Seeigel, Muscheln, Korallen, aber auch Mikrofossilien wie Moostierchen. Herausragendstes Exponat ist ein sogenannter Belemnitenstein/„Belemnitenschlachtfeld“ von beachtlicher Größe; dieser von Belemniten übersäte und durchsetzte Kalksteinbrocken wurde bei dem Bau eines Regenrückhaltebeckens gefunden. Im Museum Zurholt wird auch die kulturgeschichtliche Bedeutung einiger Gesteine erläutert; so hat man Altenberger Eisenoolith verhüttet, was durch daraus gefertigte Hufeisen gezeigt wird. Auch der Einfluss ungewöhnlicher Gesteinsformen auf die Sagenwelt wird erläutert; so werden einige als „Zwergenteller, -töpfe bzw. -geschirr“ bezeichnete Oolithe gezeigt.
Die Entwicklung des Klimas wird anhand von Schautafeln ebenso erläutert.